# Welcome to Wrexham
Welcome to Wrexham är en amerikansk sportdokumentärserie vars första säsong hade premiär den 24 augusti 2022. Första säsongen bestod av 18 avsnitt. Den andra säsongen hade premiär den 12 september 2023 på Disney+.
Serien har blivit förnyad med en tredje säsong.

## Handling
Serien kretsar kring Wrexham AFC, en av världens äldsta fotbollsklubbar, och följer laget, samt ägarna Rob McElhenney och Ryan Reynolds, i både med- och motgång.

## Rollista i urval
- Rob McElhenney
- Ryan Reynolds
- Humphrey Ker
- Fleur Robinson
- Shaun Harvey
- Phil Parkinson
- Paul Mullin
- Jordan Davies
- Aaron Hayden
- Ollie Palmer